# Spiladarcha
Spiladarcha is een geslacht van vlinders van de familie Urodidae, uit de onderfamilie Tortricinae.

## Soorten
- S. capnodes (Walsingham, 1914)
- S. derelicta Meyrick, 1913
- S. iodes (Walsingham, 1914)
- S. tolmetes (Walsingham, 1914)